# Worsleya procera
Worsleya procera är en amaryllisväxtart som först beskrevs av Lem., och fick sitt nu gällande namn av Hamilton Paul Traub. Worsleya procera ingår i släktet Worsleya och familjen amaryllisväxter. Inga underarter finns listade i Catalogue of Life.

## Bildgalleri

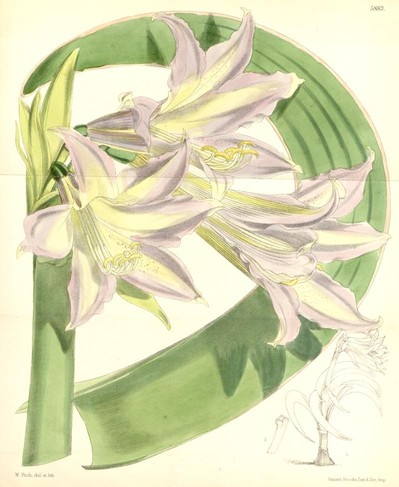